# Ina Wunn
Ina Wunn (* 26. Juli 1954 in Remscheid) ist eine deutsche Religionswissenschaftlerin und Biologin. Sie hat seit 2007 einen außerplanmäßigen Lehrstuhl für Religionswissenschaft, derzeit an der Universität Hannover.

## Leben und Wirken
Bevor Ina Wunn sich der Religion zuwandte, absolvierte sie von 1973 bis 1981 ein Studium der Geologie, Biologie und Paläontologie an der Universität Marburg, an das sich 1985 die Promotion anschloss. Von 1986 bis 1989 unternahm sie einen Forschungsaufenthalt in Ostafrika. 1994 begann sie ein Studium der Religionswissenschaft und Philosophie an der Universität Hannover, das sie ebenfalls mit der Promotion (1999) abschloss. Nach der 2002 erlangten Habilitation begann sie 2007 ihre Lehrstuhltätigkeit; zuerst an der Universität Bielefeld, später in Hannover.
Zusammen mit ihren Kollegen Patrick Urban und Constantin Klein ist sie Begründerin eines Forschungszweiges, der Naturwissenschaften und Geisteswissenschaften verknüpft und nach dem biologischen Ursprung sowie der Evolution von Religionen und Kulturen fragt.
Neben ihrer akademischen Tätigkeit engagierte sie sich politisch bei der FDP, für die sie 2007 bei den niedersächsischen Landtagswahlen kandidierte. Als Themenschwerpunkte hat sie Integration und Umwelt favorisiert.

## Publikationen (Auswahl)
- Götter, Mütter, Ahnenkult: Neolithische Religionen in Anatolien, Griechenland und Deutschland. Phil. Diss., Hannover 1999 (PDF)
- Die Evolution der Religionen. Habilitationsschrift, Hannover 2002, elektronische Veröffentlichung UB/TIB Hannover (PDF)
- Die Religionen in vorgeschichtlicher Zeit. In der Reihe von Peter Antes, Hubert Cancik, Burkhard Gladigow und Martin Greschat (Hrsg.): Die Religionen der Menschheit Bd. 2, Kohlhammer, Stuttgart, 2005
- Muslimische Patienten. Chancen und Grenzen interkultureller Pflege. Kohlhammer, Stuttgart, 2006
- Muslimische Gruppierungen in Deutschland. Kohlhammer, Stuttgart, 2007( auf d-nb.info)
- mit Mualla Selcuk, Universität Ankara herausgegeben: Islam, Frauen und Europa. Islamischer Feminismus und Gender Jihad – Neue Wege für Musliminnen in Europa?, Kohlhammer, Stuttgart 2013
- mit Patrick Urban, Constantin Klein: Götter, Gene, Genesis. Die Biologie der Religionsentstehung. Springer Spektrum, Heidelberg 2015
- mit Beate Schneider, Urs Altermatt, Mariano Delgado, Guido Vergauwen herausgegeben: Das Gewaltpotenzial der Religionen. Reihe Religionsforum Bd. 11, Kohlhammer, Stuttgart 2015
- mit Davina Grojnowski: Ancestors, Territoriality, and Gods: A Natural History of Religion. Berlin, Springer 2016